# Bezzia kuhbetiensis
Bezzia kuhbetiensis är en tvåvingeart som beskrevs av Remm 1967. Bezzia kuhbetiensis ingår i släktet Bezzia och familjen svidknott. Inga underarter finns listade i Catalogue of Life.